# Triangle de Hess

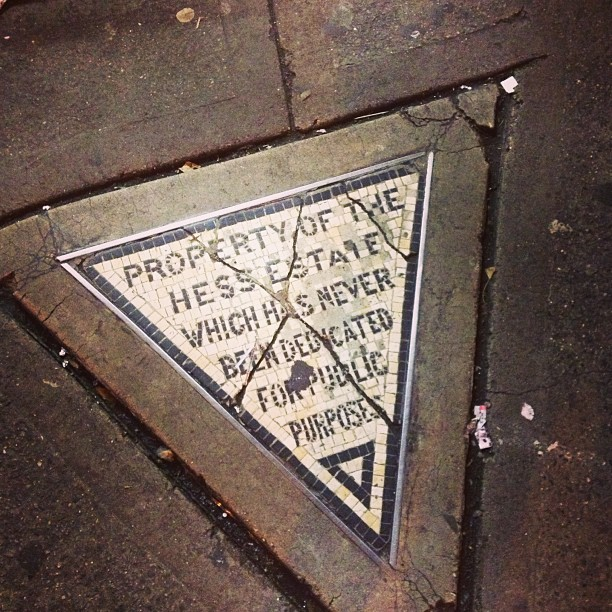
Le triangle de Hess en 2012.

Le triangle de Hess est une mosaïque triangulaire située sur un trottoir dans le quartier de West Village à New York, au coin de la Septième Avenue et de Christopher Street. La plaque indique « Property of the Hess Estate which has never been dedicated for public purposes ».
Il s'agit du résultat d'un différend entre le gouvernement de la ville et la famille de David Hess, un propriétaire de Philadelphie qui possédait un immeuble à New York. Dans les années 1910, la ville l'a exproprié comme d'autres propriétaires, afin d'élargir la Septième Avenue et d'étendre la ligne de métro IRT Broadway-Seventh Avenue Line. Les héritiers de Hess ont découvert que cette petite parcelle avait été oubliée lors de l'expropriation et  bien que la ville ait demandé à la famille de faire don de celle-ci, les héritiers ont refusé et installé cette mosaïque en 1922.
Depuis 1938, cette propriété est considérée comme la plus petite parcelle à New York et a été revendue à une boutique adjacente. Les nouveaux propriétaires ont laissé la mosaïque en place.